# Elske DeWall

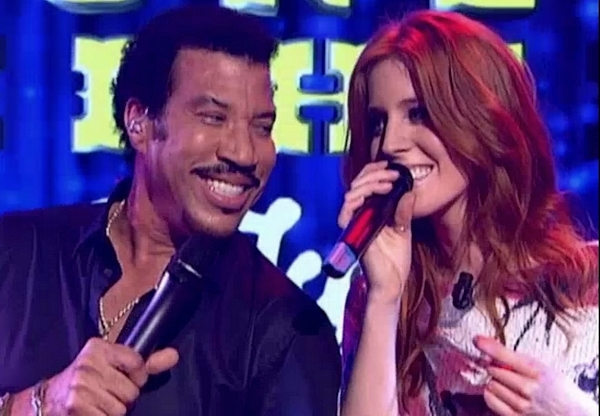
Elske DeWall & Lionel Richie bij Life4You (2012)

Elske DeWall, echte naam: Elske de Walle (Veenwouden, 11 november 1985), is een Nederlands singer-songwriter.

## Biografie
DeWall groeide op in het Friese Veenwouden. Op negenjarige leeftijd begon ze met saxofoon spelen en later ging ze ook zingen. In 2004 begon ze haar studie aan de Academie voor Popcultuur in Leeuwarden. Michiel Hoogenboezem kreeg na een tip van Elske's management haar demo, die hij mixte. Omdat hij op dat moment ook een ander project voor Universal deed, kwam de demo bij de betrokken A&R manager van Universal Music Group terecht. Daar tekende ze in 2008 een contract.
Gedurende haar studie was De Walle actief als achtergrondzangeres. Ze is te horen op de verzamel-cd Get Loaded van de Academie voor Popcultuur in 2006. Ook trad ze met haar zus Femke op als het duo FeEl (Femke/Elske). Later werd FeEl uitgebreid tot een volledige band. In 2007 trad ze op tijdens het Fries Popgala. Ze trad in 2008 op met Syb van der Ploeg – in datzelfde jaar nam ze voor het Leonard Cohen-project (waarbij nummers van die zanger in het Fries werden gezongen) een nummer op: Dûnsje my de leafde út.
Op 19 oktober 2009 verscheen haar eerste single Come See The End In Me. Op 26 februari 2010 kwam bij Universal Music haar debuut-cd Balloon Over Paris uit. In mei 2012 verscheen haar tweede album Brave. Daarnaast stond ze in 2011 met de Britse zanger Jonathan Jeremiah en het Metropole Orkest op North Sea Jazz. Zijn toenmalige single Heart Of Stone werd voor de gelegenheid een duet en door beiden gezongen. In het voorjaar van 2012 stond DeWall naast Lionel Richie in het RTL 4-programma Life4You. Richie was daar om zijn nieuwste album Tuskegee te promoten. DeWall zong samen met Richie het nummer Angel. Ze zong samen met Jan Dulles van 3JS het nummer Geef mij een naam op hun album 4 Elementen (januari 2012). Daarnaast figureerde haar liedje This Game vanaf dit jaar als titelsong van de televisieserie Moordvrouw op RTL4. 
In 2016 volgde de release van haar derde album Velvet Soldier en trok ze met een bijhorende tournee langs verschillende Nederlandse theaters. Tijdens een campagne van KiKa, "Geef KiKa de 10!", nam DeWall in mei 2015 samen met 3JS en Shirma Rouse het nummer Je vecht nooit alleen van 3JS opnieuw op. Op Witte Donderdag op 13 april 2017 vertolkte ze de rol van Maria in The Passion. In de rechtstreekse televisie-uitzending op NPO 1 vanuit Leeuwarden zong ze, naast twee Friestalige nummers (waaronder In nije dei), ook Nederlandstalige nummers, waaronder de Liesbeth List-klassieker Heb het leven lief. Deze behaalde na de uitzending de eerste plaats in de iTunes Top 100. In 2017 ging DeWall op tournee met Krystl en Rachèl Louise. Onder de gemeenschappelijke naam The BlueBirds brachten zij bekende americana- en countrynummers ten gehore, alsmede eigen nummers. 
In 2018 zorgde DeWall voor de muzikale omlijsting in het televisie-programma Linda's Zomerweek van Linda de Mol op RTL 4. Tevens dat jaar ging de zangeres als special guest mee tijdens een tournee van Marco Borsato en stond ze met hem twee avonden in een uitverkochte Ziggo Dome. In 2020 verscheen haar eerste Nederlandstalige single Is Het Niet Gewoon Ok die ze onder meer samen schreef met Alain Clark. In 2022 maakte de zangeres haar opwachting in het EO tv-programma Amazing Grace. In datzelfde jaar was ze te zien als secret singer in het televisieprogramma Secret Duets en deed ze mee aan Onmogelijke duetten. In december van dat jaar zou ze ook te zien zijn in Scrooge Live als Carol Singer, maar ze werd voorafgaand aan dit programma positief getest op corona. Haar rol werd daarom overgenomen door Do. 
In 2023 deed DeWall mee aan het televisieprogramma Weet Ik Veel. In 2024 zong ze samen met haar zus Femke een duet in het televisieprogramma DNA Singers.

## Trivia
- In februari 2010 werd ze Serious Talent bij 3FM.[3]
- Haar nummer Chasing The Impossible is de soundtrack van de Nederlandse film Alle Tijd met onder andere Paul de Leeuw.
- Haar nummer This Game is de titelmuziek van de tv-serie Moordvrouw.
- In 2011 kreeg ze de Friese Anjer.
- Eind 2012 won ze de Friese Popprijs.

## Discografie

### Albums
| Album met eventuele hitnotering(en) in de Nederlandse Album Top 100 | Datum van verschijnen | Datum van binnenkomst | Hoogste positie | Aantal weken | Opmerkingen |
| ------------------------------------------------------------------- | --------------------- | --------------------- | --------------- | ------------ | ----------- |
| Balloon over Paris                                                  | 26-02-2010            | 06-03-2010            | 18              | 20           |             |
| Brave                                                               | 11-05-2012            | 19-05-2012            | 15              | 4            |             |
| Velvet Soldier                                                      | 22-01-2016            | 30-01-2016            | 87              | 1            |             |

### Singles
| Single met eventuele hitnotering(en) in de Nederlandse Top 40 | Datum van verschijnen | Datum van binnenkomst | Hoogste positie | Aantal weken | Opmerkingen                          |
| ------------------------------------------------------------- | --------------------- | --------------------- | --------------- | ------------ | ------------------------------------ |
| A day like today                                              | 27-02-2010            | -                     |                 |              | Nr. 95 in de Single Top 100          |
| Away from you                                                 | 03-07-2010            | -                     |                 |              | Nr. 76 in de Single Top 100          |
| Chasing the impossible                                        | 16-04-2011            | -                     |                 |              | Nr. 94 in de Single Top 100          |
| This game                                                     | 18-02-2012            | -                     |                 |              | Nr. 62 in de Single Top 100          |
| Geef mij een naam                                             | 2012                  | 27-10-2012            | top14           | -            | met 3JS / Nr. 9 in de Single Top 100 |
| Black water                                                   | 22-01-2016            | -                     |                 |              |                                      |
| Crusade                                                       | 18-08-2022            | -                     |                 |              |                                      |